# Albedo de Bond
O albedo de Bond, nomeado a partir do astrônomo americano George Phillips Bond (1825 – 1865), que o propôs originalmente, é a fração da potência da radiação eletromagnética incidente em um objeto astronômico que é espalhada de volta para o espaço.
Como o albedo de Bond considera toda a luz espalhada por um objeto em todos os comprimentos de onda e todos os ângulos de fase, ele é um valor necessário para determinar quanta energia o objeto absorve. Isto, por sua vez, é essencial para determinar a temperatura de equilíbrio de um objeto.
Como os objetos do Sistema Solar exterior são sempre observados em ângulos de fase muito pequenos a partir da Terra, os únicos dados confiáveis para se medir o seu albedo de Bond são provenientes de naves espaciais.

## Integral de fase
O albedo de Bond (A) está relacionado com o albedo geométrico (p) pela expressão
{\displaystyle A=pq{\frac {}{}}}
Onde q é chamado de “integral de fase” e é dado em termos do fluxo direcional espalhado I(α) no ângulo de fase α (média de todos os comprimentos de onda e ângulos de azimute) como:
{\displaystyle q=2\int _{0}^{\pi }{\frac {I(\alpha )}{I(0)}}\sin \alpha \,d\alpha .}
O ângulo de fase α é o ângulo entre a fonte da radiação (normalmente o Sol) e a direção de observação, e varia de zero, para a luz espalhada de volta em direção à fonte, a 180°, para observações voltadas para a fonte. Por exemplo, durante a oposição ou olhando-se para a Lua cheia, α é muito pequeno, enquanto objetos iluminados por trás ou a Lua nova terão α próximos a 180°.
O albedo de Bond é um valor estritamente entre 0 e 1, e inclui toda a luz espalhada possível (mas não a radiação proveniente do próprio objeto). Isto contrasta com outras definições do albedo, como o albedo geométrico, que podem ter valor superior a 1. Em geral, porém, o albedo de Bond pode ser maior ou menor do que o albedo geométrico, dependendo das características da superfície e da atmosfera do objeto em questão.